# ماي تسيترلينغ
ماي تسيترلينغ Mai Zetterling (مايو 1925 – مارس 1994) كانت ممثلة ومخرجة أفلام سويدية.
مثلت في العديد من الأفلام منها: لحن رباعي 1948، والعصر الرومانسي 1949، واثنان فقط يستطيعان اللعب 1962، والساحرات 1990 وهو فيلم مأخوذ من كتاب للكاتب رولد دال. وآخر أفلامها تمثيلا كان «رحلة الجد» 1993.
وقد بدأت الإخراج في أوائل الستينات، وبدأت بأفلام وثائقية سياسية وأفلام قصيرة. وكان أول أفلامها المتميزة «عاشقان» عام 1964، وقد انتقد لاحتوائه على مساهد جنسية فاضحة.
نشرت مذكراتها عام 1985 بعنوان «كل هذه الأيام المقبلة» All Those Tomorrows. ماتت في لندن جراء السرطان في عام 1994 عن عمر 68 سنة.

## روابط خارجية
- ماي تسيترلينغ على موقع IMDb (الإنجليزية)
- ماي تسيترلينغ على موقع الموسوعة البريطانية (الإنجليزية)
- ماي تسيترلينغ على موقع روتن توميتوز (الإنجليزية)
- ماي تسيترلينغ على موقع مونزينجر (الألمانية)
- ماي تسيترلينغ على موقع ألو سيني (الفرنسية)
- ماي تسيترلينغ على موقع أول موفي (الإنجليزية)
- ماي تسيترلينغ على موقع قاعدة بيانات الأفلام السويدية (السويدية)
- ماي تسيترلينغ على موقع إن إن دي بي (الإنجليزية)
- ماي تسيترلينغ على موقع قاعدة بيانات الفيلم (الإنجليزية)
- ماي تسيترلينغ على موقع كينوبويسك (الروسية)